# SDガンダムGNEXT
『SDガンダムGNEXT』は1995年12月22日にバンダイから発売されたスーパーファミコン用ゲームソフトである。

## 概要
ファミリーコンピュータで発売された『SDガンダムワールド ガチャポン戦士シリーズ』やスーパーファミコンで発売された『SDガンダムX』、『SDガンダムGX』の流れを汲むSDガンダムによるウォーシミュレーションゲームである。
ゲームは青、赤、緑、黄の最大4つのグループに分かれて進めていく。生産や移動を行うシミュレーションパートと戦闘を行うアクションパートにわかれている。しかし一人プレイ時にてCPUが宇宙マップで地上用モビルスーツ（MS）を生産して工場を使用不能にしてしまう、戦艦がMSを発進格納といったルーチンを毎ターン繰返し行動不能のMSを艦載したまま敵陣に突っ込む、戦艦をひたすら生産し続け自陣近くに密集したまま殆ど動かない、などゲームの完成度に荒い部分が見られた。
またサテラビューとの連動も行われており、サテラビューで配信されたデータの入った8Mメモリーパックを本作のカートリッジに装着することで、マップやキャラデータの追加が出来た。後に8Mメモリーパックと同形状の小型拡張ROMカセット「ユニット&マップコレクション」が発売され、サテラビューが無くとも追加データが使用できた（ただし、収録ユニットは一部異なる）。

## システム
機体及び戦艦にはレベルが設定されており、機体は1→2→3→4→5→ACE、戦艦は1→2→ACEとなる。MS戦闘を2回経験するか、戦艦戦闘を1回経験するとレベルが上がる。機体の場合はレベルが上がることにより移動スピードや攻撃力、CPUの判断力などがあがり、戦艦の場合は砲撃スピードの上昇などがある。また一部の機体はACE時に戦艦に入ることにより機体が変化する（例：ジム→ジムカスタム、ガンダムMK-2→スーパーガンダムなど。レベルはACEのまま）。
生産は基地と一部の戦艦で行える。生産可能なユニットは使用する勢力とテックレベルによって決定され、テックレベルは1ターンに1回資金を投入することにより上昇させられる。なおCPUはテックレベルを上昇させることがないが、マップ開始前の設定で、極端に低いLv（0からなど）の場合は10前後まであげることがある。

## ゲームモード
シナリオ
地上マップ4面、宇宙マップ7面の計11面から選択して遊ぶ。ガンダムシリーズの一部のシーンを元に機体や戦艦が配置されていて規定ターン以内にクリア条件を満たすのが目的である。このモードでは生産は出来ない。
キャンペーン
地球マップとサブ宇宙マップを選択し、プレイ人数や初期資金、使用する勢力、クリア条件などを設定して遊ぶ。クリアすると使用したマップには印がつくようになっている。
コンフィグマップ
キャンペーンモードからマップ選択の画面が変わり月マップの選択が可能になったモード。クリアしても印は付かない。

## 登場勢力
前作に比べて登場勢力が大幅に細密化し、対戦の際には最大12(データ追加時は13)勢力に分類されている中から最大6勢力までを自由に選択して使用することが出来る。
なお、勢力数の設定を6(データ追加時は7)勢力にした場合は、いくつかの勢力が統合して扱われる。
地球連邦軍
エゥーゴ
6勢力モードでは地球連邦軍と統合される。
ジオン公国軍
ガンダム15周年記念として公募された10種類のオリジナル仕様のザクはこの軍に含まれている。
デラーズ・フリート
6勢力モードではジオン公国軍と統合される。
ティターンズ
ジュピトリス
6勢力モードではティターンズと統合される。
アクシズ
ネオ・ジオン
6勢力モードではアクシズと統合される。
クロスボーン・バンガード
ザンスカール帝国
6勢力モードではクロスボーンと統合され、軍旗は両勢力のマークが並んだ物となる。
リガ・ミリティア
6勢力モードでは地球連邦軍と統合される。
コロニー国家連合
主に『機動武闘伝Gガンダム』のMFで構成される勢力。当時の最新TVアニメ『新機動戦記ガンダムW』の主人公機にして、本作最高額機体のウイングガンダムも所属。
サテラビュー軍
サテラビューとの連動や「ユニット＆マップコレクション」で使用することの出来るオリジナル勢力。主に新しく追加された機体がまとめられている。

## ゲームオリジナルMS

### ガンダム15周年記念オリジナルザク
それぞれ共通の外見でカラーリング・機体性能が違う物となっている。
- シーフザク

機動性を重視し、高い移動能力を持つザク。カラーリングはグリーン。
- グレーターザク

ダブルビームライフルなどを装備した高火力・重装甲のザク。カラーリングはブラック。
- グライザク

グレーターザクよりややバランスを重視しながらも火力を高めたザク。カラーリングはダークブルーとレッド。
- スーパーザク

やや機動力を重視したバランス型ザク。カラーリングはパープル。
- ウイングザクΖ

高い移動力と飛行能力を持つザク。カラーリングはホビー・ハイザックに近いトリコロール。
- ザクスナイパー

間接攻撃が可能な狙撃用ザク。カラーリングはホワイト・レッド。
- コマンダーザク

バランス型ザク。カラーリングはオレンジ。
- ザクSC(サザンクロス)

高い機動力と拡散メガ粒子砲による火力が特徴のザク。カラーリングはホワイト。
- レディザク

拡散ビームによって相手の動きを止める能力を持ったザク。カラーリングはピンク。
- XザクIII

バランスを重視しつつ短距離ながら間接攻撃も行えるザク。カラーリングはダークブルー。

### ユニット＆マップコレクション
- ジヴァルク

コンセプトは「装甲が厚いジオン風の宇宙用MS」。クローとバルカンの他にバグ、ハイメガキャノンを装備した火力型MS。
- スカイガンダム

コンセプトは「単独で大気圏突入が可能な連邦風MS」。フライングアーマーと一体化したような外見のガンダム。武装はビームマシンガンとハイパービームサーベル、バルカンにファンネルを持つ。
- ギルティ

コンセプトは「特殊攻撃メガビームキャノンを装備した万能型MS」。ビームライフルとミサイルの他にトライブレード、ビームナギナタを持ち、格闘戦にも優れる。外見は紫のジオン系。